# Woerden&Democratie
Woerden&Democratie (W&D) is een lokale politieke partij in de Nederlandse gemeente Woerden.
De partij werd in 2020 opgericht door Reem Bakker. Hij had zich kort na de verkiezingen van 2018 afgesplitst van de plaatselijke VVD en functioneerde van 2018 tot 2022 als onafhankelijk raadslid.
De lokale partij deed in 2022 voor het eerst mee aan de gemeenteraadsverkiezingen en behaalde twee raadszetels.